# Kortenaken
Kortenaken és un municipi belga de la província de Brabant Flamenc a la regió de Flandes. Està compost per les seccions de Kortenaken, Ransberg, Hoeleden, Kersbeek-Miskom i Waanrode.

## Seccions
| #   | Nom                        | Extensió (km²) | Població 01/01/2008 |
| --- | -------------------------- | -------------- | ------------------- |
| I   | Kortenaken                 | 14,05          | 2.105               |
| II  | Hoeleden - Hoeleden - Stok | 10,02          | 1.784 1.387 397     |
| III | Kersbeek-Miskom            | 10,99          | 1.265               |
| IV  | Ransberg                   | 5,32           | 631                 |
| V   | Waanrode                   | 8,72           | 1.800               |

Font: Ajuntament de Kortenaken